# Quepe
Quepe es una localidad perteneciente a la comuna de Freire, ubicada a 18 kilómetros al sur de la capital regional, Temuco. En 2017 tenía una población de 2 226 habitantes.

## Demografía
La localidad tenía 2 241 habitantes en 2002.